# 满珠府
满珠府，清朝的府。
光绪三十四年（1908年）拟以满州里厅置，治所在满洲里（今内蒙古自治区满洲里市），属呼伦兵备道。后实置胪滨府。